# Angiolo Gabrielli
Angiolo Gabrielli (Manciano, 20 gennaio 1894 – Collesalvetti, 11 dicembre 1973) è stato un ciclista su strada italiano.
Nel 1921 con i colori dell'U.S. Livorno conquista nella sua Vicarello il titolo di campione toscano dilettanti. È ancora dilettante quando si mette in evidenza concludendo il Giro d'Italia 1924 al terzo posto (primo nella categoria dilettanti "fuori classe"). 
Grazie al brillante piazzamento al Giro viene immediatamente ingaggiato dalla Maino, capeggiata da Costante Girardengo, vincendo nel 1925 la Coppa San Giorgio ad Alessandria e la Coppa Moradei a Firenze. Sempre nel '25 si piazza quarto al Giro di Toscana e settimo al Giro del Piemonte. Si ritira dalle competizioni nel 1926.
Gabrielli è l'unico dilettante ad essere arrivato sul podio del Giro d'Italia.

## Palmarès
- 1921
Campionato toscano dilettanti - Vicarello
Volterra - Livorno - Volterra Coppa Dello Sbarba
- 1923

Giro del Casentino
Giro delle due Province-Marciana di Cascina
Coppa Fiaschi
- 1925

Coppa San Giorgio
Coppa Moradei

## Piazzamenti

### Grandi Giri
- Giro d'Italia

1924: 3º
1925: ritirato
1926: ritirato

### Classiche monumento
- Milano-Sanremo

1924: 39º
- Giro di Lombardia

1923: 24º